# Heilige Geest

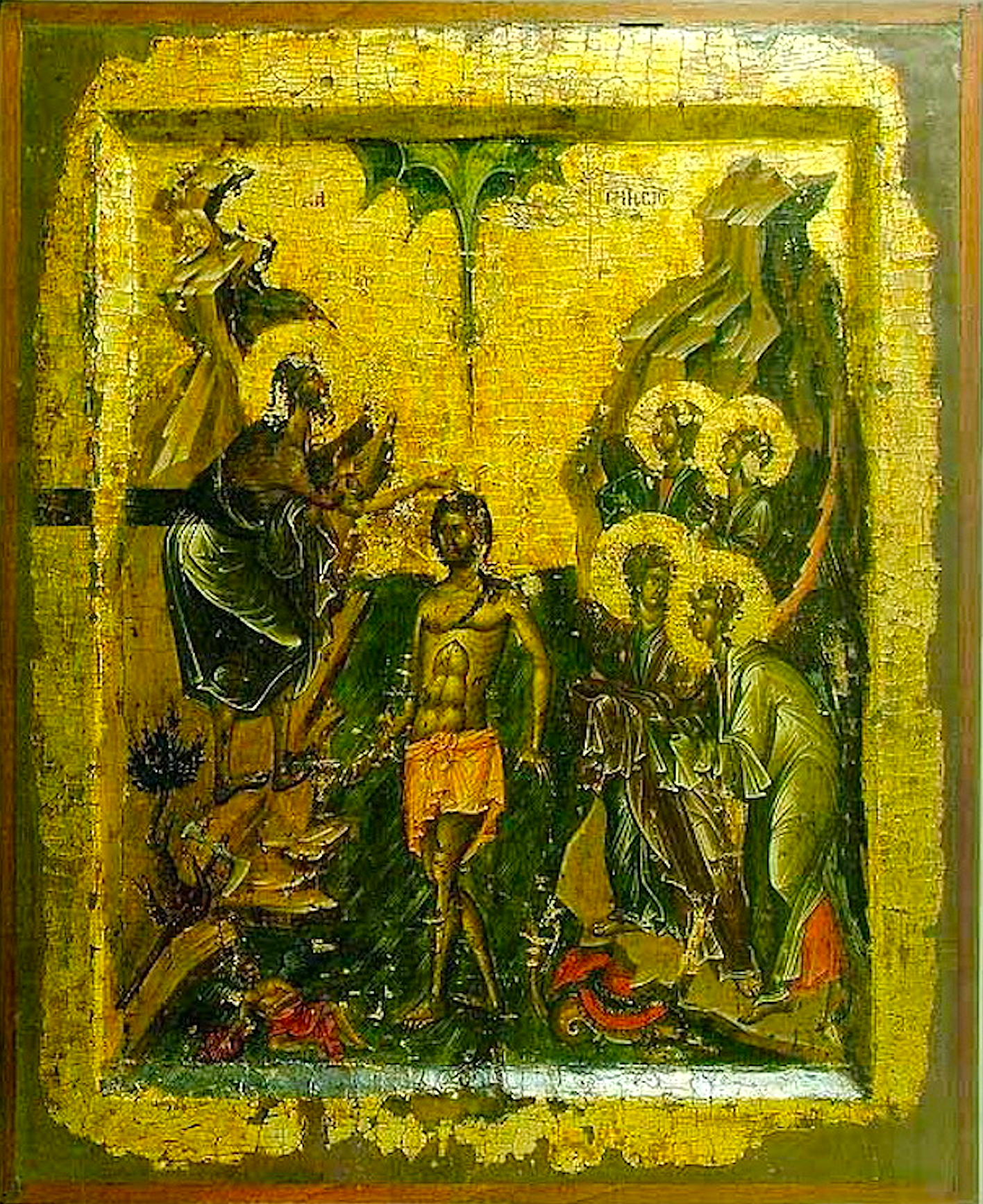
De Doop van Christus in de Jordaan met de Heilige Geest die in de gedaante van een duif nederdaalt met de stem van de Vader uit de hemel

In het jodendom is de Heilige Geest de goddelijke kracht en invloed van God over het universum en zijn schepselen. In het christendom wordt de Heilige Geest beschouwd als de Geest van God, de Derde Persoon die samen met God de Vader en de Zoon van God de Drie-eenheid vormt. In de islam fungeert de Heilige Geest als een middel van goddelijke actie of communicatie. In het bahai-geloof wordt de Heilige Geest gezien als de tussenpersoon tussen God en de mens en "de uitstortende genade van God en de stralende stralen die uitgaan van Zijn Manifestatie".

## Jodendom
De Heilige Geest verwijst in het jodendom over het algemeen naar het goddelijke aspect van profetie en wijsheid. Het verwijst ook naar de goddelijke kracht, eigenschap en invloed van de Allerhoogste God, op het universum of zijn schepselen, in bepaalde contexten.
In de Hebreeuwse Bijbel komt de term אֱלֹהִים רוּחַ, roeach elohim, "Gods geest" voor (bijvoorbeeld in Genesis 1:2). Deze wordt in het jodendom opgevat in de betekenis van de kracht van God.
De Hebreeuwse uitdrukking רוח הקודש, roeach ha-kodesj, "heilige geest", letterlijk: "heilige wind" / "heilige adem" wordt in de Hebreeuwse Bijbel en Joodse geschriften gebruikt om te verwijzen naar de 'geest van JHWH' (רוח יהוה). Roeach Hakodesj is een figuurlijke manier om over God te spreken of over goddelijke inspiratie die mensen genoten of genieten (als Roeach Hakodesj op iemand rust). Verschillende keren wordt gesproken over personen die specifieke bekwaamheden kregen, zoals artistieke handvaardigheid. In Exodus 31:1-11 wordt gesteld dat God Bezaleël "heeft vervuld met de goddelijke geest" en bekwaam heeft gemaakt om de attributen voor de Joodse tempel te ontwerpen.
De termen רוּחַ קָדְשְׁךָ, roeacḥ kodshəka, "uw heilige geest" en רוּחַ קָדְשׁוֹ, roeacḥ kodshō, "zijn heilige geest" komen ook voor (wanneer een bezittelijk achtervoegsel wordt toegevoegd, wordt het bepaald lidwoord ha weggelaten). De christelijke driedeling van God wordt gezien als polytheïsme, omdat God volgens het jodendom één is en geen aparte geest of kinderen heeft.

## Christendom

### Nieuwe Testament
In het Nieuwe Testament wordt vrijwel niets gezegd over de aard van de Heilige Geest (Oudgrieks: ἅγιον πνεῦμα, hágion pneûma of πνεῦμα τὸ ἅγιον, pneûma tò hágion, Latijn: Spiritus Sanctus). De interpretatie als een persoon die deel uitmaakt van de Drie-eenheid wordt er niet in aangetroffen. Meestal wordt de belofte van Jezus dat er een 'helper' of 'pleitbezorger' ("parakleet") na hem zou komen beschouwd als de meest concrete aankondiging van de Heilige Geest:
Dan zal ik de Vader vragen jullie een andere pleitbezorger te geven, die altijd bij je zal zijn: de Geest van de waarheid. De wereld kan hem niet ontvangen, want ze ziet hem niet en kent hem niet. Jullie kennen hem wel, want hij woont in jullie en zal in jullie blijven— Johannes 14:16-17)
Deze pleitbezorger zou zijn gekomen met de uitstorting van de Heilige Geest waarvan het verhaal staat in Handelingen 2. Tien dagen na de hemelvaart van Jezus werd de Heilige Geest uitgestort over de verzamelde gelovigen in de vorm van vurige tongen over de hoofden van de aanwezigen; hierna konden zij in vreemde talen spreken. De Heilige Geest wordt daarom vaak gesymboliseerd in de vorm van een vuurvlam. Christenen vieren dit met Pinksteren.

### Functie
De Heilige Geest geldt voor de gelovige als een onderpand, namelijk dat de gelovige eens het eeuwig leven zal krijgen (2 Korintiërs 5:4-5) als een zoon van God (Romeinen 8; Galaten 4:6).
Daarnaast overtuigt de Heilige Geest personen van de zondigheid van hun handelen, maar ook van hun positie van zondaren in relatie tot God. De Heilige Geest speelt een essentiële rol in de bekering van personen tot het christelijk geloof. Mensen kunnen weliswaar overtuigd worden door argumenten en/of op basis van het gevoel besluiten christen te worden, maar uiteindelijk is de Heilige Geest die hen daar toe aanzet. In de christelijke traditie wordt geloofd dat wanneer iemand tot het geloof komt hij/zij ook de Heilige Geest ontvangt die hem/haar helpt een christelijk leven te leiden. De nieuwe gelovige wordt wedergeboren door de Geest. De Heilige Geest rust de individuele gelovigen toe om een rechtvaardig en gelovig leven te leiden. Als de trooster, of Parakleet, die bemiddelt, steunt, en pleit voor de individuele gelovige bij God, met name in tijden van vervolging of berechtiging. De Heilige Geest heeft de Bijbelschrijvers geïnspireerd en helpt de individuele gelovigen en de kerk bij de interpretatie van de tekst. De Heilige Geest was betrokken bij de schepping en geeft de mens leven.

### Symbolen en metaforen
In de Bijbel worden verschillende metaforen en symbolen aangeduid om de Heilige Geest te beschrijven:
- De Geest wordt soms aangeduid als levend water (Johannes 7:38-39).
- De zalving met olie werd als symbool gezien als het ontvangen van de Heilige Geest. In het Oude Testament werden koningen gezalfd met olie. Dit symboliseerde het ontvangen van de Geest.[bron?]
- Johannes de Doper zei tegen zijn toehoorders dat zij gedoopt zouden worden met de Heilige Geest en met vuur (Lucas 3:16). Op de Pinksterdag hebben de discipelen vuurtongen op hun hoofden, dat gezien wordt als het ontvangen van de Heilige Geest (Handelingen 2:3).
- Toen Jezus werd gedoopt "daalde de heilige Geest in de gedaante van een duif op Hem neer" (Lucas 3:22).
- Verschillende keren in de Bijbel gaat een handeling en/of de komst van de Heilige Geest gepaard met het opsteken van een wind (Handelingen 2:2) Ook Jezus maakte een vergelijking tussen de Heilige Geest en de wind (Johannes 3:8).

### De Heilige Geest en Jezus
Van de Heilige Geest wordt ook geloofd dat hij in het leven van Jezus Christus werkzaam was om hem te helpen bij zijn werk op aarde. De Heilige Geest speelde een rol in verschillende verhalen:
- Volgens de evangeliën werd Jezus niet op een natuurlijke manier verwekt, maar door de Heilige Geest. Hij werd geboren uit de maagd Maria. De Apostolische geloofsbelijdenis zegt dat Jezus "ontvangen" is van de Heilige Geest.[9][10]
- Het ontvangen van zijn roeping bij zijn doop.[6]
- Hem toerusten in zijn werk. Jezus' werk ving aan nadat hij gedoopt was. In de evangeliën wordt beschreven dat er een duif op Jezus neerdaalde waardoor deze in staat was zijn werk te doen.[6]

### Gaven van de Geest
De apostel Paulus noemde in zijn brieven de gaven van de Geest (charismata). De bekendste opsomming staat in 1 Korintiërs 12 en 14, maar Paulus noemt ze ook in Romeinen 12:6-8 en Efeziërs 4:11.
Deze gaven zijn vaardigheden om effectief als individuele gelovigen en als gelovige gemeenschap te functioneren. Binnen de theologie zijn er verschillende discussieonderwerpen rondom de gaven van de Geest. Een eerste vraag die wordt gesteld wat Paulus precies bedoelde als hij het daar over had. Cees van der Kooi stelt dat het woord charisma in het vroege christendom nog geen vastomlijnd begrip was, maar in de loop van de tijd een ontwikkeling heeft doorgemaakt. Een andere vraag is of de gaven van de geest alleen voor de eerste kerk bedoeld waren of ook voor gelovigen die later leefden. Verder zijn er theologen geweest die geprobeerd hebben de gaven in te delen in categorieën, terwijl andere daar tegen zijn.
Deze gaven kregen in de twintigste eeuw opnieuw aandacht, vooral door de pinksterbeweging en de charismatische beweging.

### Vrucht van de Geest
Christenen geloven dat zij de vrucht van de Geest ontvangen door zijn toedoen. Deze vrucht wordt in Galaten 5:22-23 genoemd. Het gaat daarbij om liefde, vreugde, vrede, geduld, vriendelijkheid, goedheid, geloof, zachtmoedigheid en zelfbeheersing (of: matigheid). De Rooms-Katholieke Kerk heeft deze lijst uitgebreid met gulheid, bescheidenheid en kuisheid.

### Zonde tegen de Heilige Geest
Volgens drie evangeliën zei Jezus dat voor een zonde tegen de Heilige Geest geen vergeving mogelijk is, noch tijdens het leven noch na de dood (Matteüs 12:22-32; Marcus 3:21-30; Lucas 12:1-10). Deze uitspraak volgt op het verhaal waarin de farizeeën en schriftgeleerden zeiden dat Jezus demonen uitwierp door Beëlzebub, dat wil zeggen door de duivel zelf.
In de Brief aan de Hebreeën wordt meegedeeld dat wie christen is geworden, vervuld is geraakt met de Heilige Geest en van de hemel heeft 'geproefd' en daarna van het geloof is afgevallen, niet opnieuw tot het geloof kan worden gebracht (Hebreeën 6:1-8), hetgeen lijkt op de zonde tegen de Heilige Geest.

### Doop met de Heilige Geest
Volgens Paulus werden alle gelovigen gedoopt in één Geest en van één Geest doordrenkt (1 Korintiërs 12:13). Aan het begin van de 20e eeuw aan de westkust van de Verenigde Staten begon men weer oog te krijgen voor een volledige vervulling met de Heilige Geest die ook wel de doop met de Heilige Geest wordt genoemd. In eerste instantie was dit hoofdzakelijk het exclusieve domein van het nieuwe kerkgenootschap van de pinkstergemeenten maar van lieverlee breidde dit zich via de zogeheten charismatische beweging ook uit naar de al langer bestaande kerken zoals allerlei andere protestantse denominaties en de Rooms-Katholieke Kerk.

## Apostolische stroming
In de apostolische stroming is veel belangstelling voor de Heilige Geest en profetie. Deze ontstond in Engeland, na gebedsdiensten van kerkgangers in de presbyteriaanse Kerk en de Kerk van Engeland, die een vernieuwde uitstorting van de Heilige Geest afsmeekten. Uiteindelijk is uit de apostolische groepen de Katholiek Apostolische Kerk ontstaan. Deze kerk bestaat feitelijk alleen nog maar in naam, maar zowel de Hersteld Apostolische Zendingkerk, alsook de Hersteld Apostolische Zendinggemeente, zijn een directe dochterkerk die ervan overtuigd zijn dat zij nog steeds de gaven van de Heilige Geest hebben.

## Islam
Ook binnen de islam is er sprake van een heilige geest, de Roeh Al-Qoedoes (Arabisch: الروح القدس). Hier is sprake van het versterken van verschillende profeten, zoals Isa (Jezus), door God met de heilige geest. In Soera De Profeten 91 is sprake van het inblazen van de geest in Maryam (Maria). In de islamitische traditie wordt de heilige geest gebruikt voor de engel Djibrail (Gabriël).

## Manicheïsme
Mani, de stichter van het manicheïsme, beschouwde zichzelf als de Heilige Geest die troost brengt en wiens komst door Jezus was voorspeld. De hierna volgende passage uit het Johannes 16:12-15 waarin Jezus het over de Heilige Geest heeft, vatte hij op als van toepassing op hemzelf: "Nog veel heb ik u te zeggen, maar gij kunt het nog niet dragen. Doch wanneer Hij komt, de Geest der Waarheid, zal Hij u wijzen de weg tot de volle waarheid. Want Hij zal niet uit zichzelf spreken, maar wat Hij hoort zal Hij spreken en het komende zal Hij u verkondigen. Hij zal mij openbaren, want uit mijn wezen zal Hij nemen wat Hij u verkondigen zal. Alles wat de Vader in zich heeft, leeft in mij. Daarom heb ik u gezegd: uit mijn wezen neemt de Geest wat Hij u verkondigen zal." Het manicheïsme werd overigens later als ketterse leer veroordeeld.